# 3319 Kibi
3319 Kibi este un asteroid din centura principală, descoperit pe 12 martie 1977, de Hiroki Kosai și Kiichiro Hurukawa.